# ぶんころり
ぶんころりは、日本のライトノベル作家。

## 経歴
小説を読み始めた2000年頃に二次創作小説が流行していたことが影響して、2000年頃から個人サイトでエニックス系を始めとした二次創作を趣味として小説を執筆していた。当時は『ゼロの使い魔』『魔法少女リリカルなのは』『魔法先生ネギま!』などの二次創作を主に手掛けていた。
その後、大学生の頃からオリジナル小説の執筆を始めた。「小説家になろう」などで金髪ロリ文庫名義のオンライン小説を連載し、「小説家になろう」に投稿していたオンライン小説『田中のアトリエ 〜年齢イコール彼女いない歴の錬金術師〜』で第3回ネット小説大賞を受賞、2015年11月に『田中〜年齢イコール彼女いない歴の魔法使い〜』へ改題され、ぶんころり名義で書籍化された。
2019年には、カクヨムに投稿していたオンライン小説『異世界でスローライフを楽しもうとしたら、現代で異能バトルに巻き込まれた件 〜魔法少女がアップを始めたようです〜』で、第4回カクヨムWeb小説コンテスト異世界ファンタジー部門特別賞を受賞、2021年1月に『佐々木とピーちゃん 異世界でスローライフを楽しもうとしたら、現代で異能バトルに巻き込まれた件 〜魔法少女がアップを始めたようです〜』へ改題され書籍化された。

## 人物
WEB時代のペンネームである「金髪ロリ文庫」は、作品を読んでもらうためにとにかく目立つしかないが「パッと目立てる場所がタイトルと作者名しかないため、ちょっと過激な感じの名前になった」という。ただ『田中』の出版時に、版元であるGCノベルズの担当者から「さすがに"ロリ"はまずい」「"文庫"もレーベル名と紛らわしい」と指摘を受け改名することになり、同作のイラストレーター（MだSたろう）から「ひらがなにしたらどうか」という提案を受け「ぶんころり」となった。
影響を受けた作品は、前述の『ゼロの使い魔』のほか、洋画のコメディ作品が多いとのことで、過去にインタビューで『イエスマン』『スクール・オブ・ロック』『ナポレオン・ダイナマイト』『21ジャンプストリート』『トゥルーマン・ショー』といった作品を挙げている。

## 作品リスト

### 単行本
GCノベルズ
- 『田中〜年齢イコール彼女いない歴の魔法使い〜』（マイクロマガジン社、2015年12月 -2024年5月 、イラスト：MだSたろう）全15巻[5]

MF文庫J
- 『西野 〜学内カースト最下位にして異能世界最強の少年〜』（KADOKAWA、2018年4月 - 2024年1月、イラスト：またのんき▼）全14巻[6]
- 『佐々木とピーちゃん』（KADOKAWA、2021年1月 - 、イラスト：カントク）既刊10巻[7]